# Joanna Leszczyńska
Joanna Leszczyńska, née le 18 décembre 1988 à Varsovie, est une rameuse polonaise.

## Palmarès

### Jeux olympiques
- 2016 à Rio de Janeiro (Brésil)
  -  Médaille de bronze en quatre de couple.
- 2012 à Londres (Royaume-Uni)
  - 8e en Quatre de couple.

### Championnats du monde
- 2013 à Chungju, (Corée du Sud)
  -  Médaille de bronze en quatre de couple

### Championnats d'Europe
- 2015 à Poznań, (Pologne)
  -  Médaille de bronze en Quatre de couple
- 2012 à Varèse, (Italie)
  -  Médaille d'argent en Quatre de couple